# Ichneumon albiornatus
Ichneumon albiornatus es una especie de insecto del género Ichneumon de la familia Ichneumonidae del orden Hymenoptera.

## Historia
Fue descrita científicamente por primera vez en el año 1879 por Tischbein.